# Kamerun-Prachtkärpfling
Der Kamerun-Prachtkärpfling (Aphyosemion cameronense) ist ein in den Gewässern des westafrikanischen Regenwaldes in Kamerun, Gabun und Äquatorial-Guinea beheimateter, farbprächtiger Vertreter der Killifische. Die Art ist die Typusart der Untergattung Mesoaphyosemion.

## Merkmale
Männchen werden 4,5 bis 5 cm lang, Weibchen bleiben mit einer Länge von 4 bis 4,5 cm etwas kleiner. Die verschiedenen Unterarten und Populationen unterscheiden sich vor allem in ihrer Färbung und Zeichnung. Männchen sind braun mit dunklerem Rücken und hellerem Bauch und einem mehr oder weniger breiten blaugrünen irisierenden Band an den Seiten, Weibchen graubraun mit dunklen roten Punkten. 
- Flossenformel: Dorsale 10–14, Anale 14–18.
- Schuppenformel 29–35 (+2) (mLR).

## Lebensweise
Die Art kommt in kleinen Regenwaldbächen, Sümpfen und den sumpfigen Ufern größerer Flüsse vor. Sie hält sich vor allem in Bereichen auf, die von Ufervegetation beschattet werden und laicht in Falllaub und Pflanzenbeständen. Der Kamerun-Prachtkärpfling ist kein Saisonfisch.